# Virginia Williams
Virginia Williams (Memphis, 18 marzo 1978) è un'attrice statunitense.

## Biografia
Williams ha iniziato gli studi di recitazione a New York, ottenendo un Bachelor of Arts in recitazione teatrale presso la Fordham University, e successivamente ha studiato Shakespeare all'Università di Oxford e alla British American Drama Academy di Londra. In seguito ha recitato per due anni nella soap opera Una vita da vivere ed è apparsa in Così gira il mondo, rispettivamente nella parte di Lorna e di Brandy. Grazie a questa esperienza, ha ottenuto diversi ruoli televisivi in prima serata, tra cui quello della protagonista Bianca nella serie televisiva Monarch Cove in onda su Lifetime, Claudia in quattro episodi di How I Met Your Mother, e Ginger in altrettanti episodi della sitcom di Comedy Central Strangers with Candy.  
Williams è apparsa come guest star o come personaggio ricorrente in numerose serie televisive, tra cui The Mentalist, Le regole dell'amore, Better Off Ted, Lie to Me, In Plain Sight, Due uomini e mezzo, Tutto in famiglia, Jack & Bobby e Veronica Mars. Dal 2011 interpreta il ruolo di Lauren Reed nella serie giudiziaria Fairly Legal in onda sul canale USA Network.

## Filmografia

### Cinema
- In & Out, regia di Frank Oz (1997)
- Luna di miele con la mamma (Honeymoon with Mom), regia di Paul A. Kaufman (2006)
- The Last Request, regia di John DeBellis (2006)
- The Lodger - Il pensionante (The Lodger), regia di David Ondaatje (2009)
- Amore Tradito (Marriage of Lies), regia di Danny J. Boyle (2016)

### Televisione
- Una vita da vivere (One Life to Live) – serial TV, 45 episodi (1995-1996)
- Strangers with Candy – serie TV, 4 episodi (2000)
- Madigan Men – serie TV, episodio 1x09 (2000)
- Ed – serie TV, episodio 2x02 (2001)
- Così gira il mondo (As the World Turns) – serial TV, 28 episodi (2001-2002)
- Cold Case - Delitti irrisolti (Cold Case) – serie TV, episodio 2x06 (2004)
- Tutto in famiglia (My Wife and Kids) – serie TV, episodi 5x02-5x14 (2004-2005)
- Squadra Med - Il coraggio delle donne (Strong Medicine) – serie TV, episodio 5x12 (2005)
- Jack & Bobby – serie TV, episodio 1x12 (2005)
- The Inside – serie TV, episodio 1x01 (2005)
- Veronica Mars – serie TV, episodio 2x15 (2006)
- Monarch Cove – serie TV, 14 episodi (2006)
- How I Met Your Mother – serie TV, 4 episodi (2006-2010)
- Journeyman – serie TV, episodio 1x03 (2007)
- Cavemen – serie TV, episodio 1x12 (2007)
- Due uomini e mezzo (Two and a Half Men) – serie TV, episodio 5x19 (2008)
- In Plain Sight - Protezione testimoni (In Plain Sight) – serie TV, episodio 1x05 (2008)
- Lie to Me – serie TV, episodio 1x09 (2009)
- Better Off Ted - Scientificamente pazzi (Better Off Ted) – serie TV, episodio 2x01 (2009)
- Le regole dell'amore (Rules of Engagement) – serie TV, episodio 4x01 (2010)
- The Mentalist – serie TV, episodio 2x16 (2010)
- La rivincita delle damigelle (Revenge of the Bridesmaids), regia di James Hayman – film TV (2010)
- Fairly Legal – serie TV, 23 episodi (2011-2012)
- Emily Owens, M.D. - serie TV, epsisodio 1x04 (2012)
- How I Met Your Mother - serie TV, 5 episodi (2006-2013)
- NCIS: Los Angeles - serie TV, episodio 5x11 (2013)
- Drop Dead Diva - serie TV, 3 episodi (2014)
- Young & Hungry - Cuori in cucina (Young & Hungry) - serie TV, episodio 1x05 (2014)
- Bad Teacher - serie TV, 3 episodi (2014)
- Major Crimes - serie TV, episodio 3x11 (2014)
- CSI - Scena del crimine (CSI: Crime Scene Investigation) - serie TV, episodio 15x11 (2014)
- Girlfriends' Guide to Divorce - serie TV, 2 episodi (2015)
- NCIS - Unità anticrimine (NCIS) - serie TV, episodi 13x17-13x20 (2016)
- Le amiche di mamma (Fuller House) - serie TV, 10 episodi (2016-2018)
- Streghe (Charmed) - serie TV, 9 episodi (2018-2019)
- Modern Family – serie TV, episodio 10x21 (2019)
- Teenage Bounty Hunters - serie TV, 10 episodi (2020)
- High & Tight, regia di Todd Biermann – film TV (2020)
- Mixed-ish – serie TV, episodio 2x11 (2021)
- Why Women Kill – serie TV, 10 episodi (2021)

### Cortometraggi
- Martyrs of Circumstance, regia di Charlie Matthes (2004)
- Aimée Price, regia di Julien Roussel (2005)
- Shadowbox, regia di William Dickerson (2007)

## Doppiatrici italiane
Nelle versioni in italiano dei suoi lavori, Virginia Williams è stata doppiata da:
- Stella Musy in Cold Case - Delitti irrisolti
- Cristiana Rossi in Monarch Cove
- Marcella Silvestri in How I Met Your Mother (1^ voce)
- Emanuela Pacotto in How I Met Your Mother (2^ voce)
- Francesca Manicone in La rivincita delle damigelle
- Claudia Catani in Fairly Legal
- Sabrina Duranti in NCIS: Los Angeles
- Irene Di Valmo in Major Crimes
- Roberta Pellini in CSI - Scena del crimine
- Laura Romano in NCIS - Unità anticrimine
- Francesca Fiorentini in Streghe